# Carl Wiegand
Georg Carl Wiegand (* 1. August 1877 in Berlin; † 17. März 1917 in Roeselare, Belgien) war ein deutscher Kunstturner.

## Biografie
Carl Wiegand nahm an den Olympischen Sommerspielen 1900 in Paris teil und belegte im Einzelmehrkampf den 71. Rang. Sein Bruder Otto Wiegand war ebenfalls Turner und nahm an den Olympischen Sommerspielen 1904 und bei den Olympischen Zwischenspielen 1906 teil.